# 삼양로 (음성군)
삼양로(Samyang-ro)는 충청북도 음성군 삼성면 양덕리에서 대소면 내산리까지 연결하는 음성군도로, 총 연장은 12.099 km이다. 이름이 유래된 것은 삼호리와 양덕리를 잇는 도로에서 인용되었다.

## 역사
- 2009년 9월 22일 : 도로명으로 삼양로를 고시

## 주요 경유지
- 음성군
  - 삼성면 (양덕리 - 용성리 - 청용리) - 대소면 (오류리 - 오산리 - 삼호리 - 내산리)
- 간접 통과 구간 : 진천군 이월면 (미잠리, 사당리)

## 접촉하는 도로
- 금일로 (지방도 제329호선)
- 청용로
- 대금로 (국가지원지방도 제82호선)
- 오태로
- 산내로
- 쇠머리길
- 살천이길
- 모치울길
- 월성안길[1]

## 주요 건물 및 시설
- 풀무원, 풀그린 사원아파트 (삼양로 730-27/삼호리 970)[2]